# Klaus Lucas

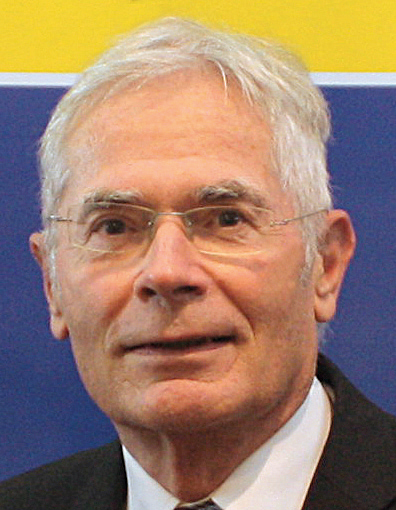
Klaus Lucas

Klaus Lucas (* 25. Juni 1943 in Berlin) ist ein deutscher Thermodynamiker und Hochschullehrer.

## Leben
Klaus Lucas studierte von 1962 bis 1969, mit einjähriger Unterbrechung für eine Industrietätigkeit in den USA, Maschinenbau und Verfahrenstechnik an der Technischen Universität Berlin. 1970 promovierte er dort im Fach Thermodynamik. Anschließend ging er an die Ruhr-Universität Bochum, wo er sich 1975 im Fach Wärme- und Stoffübertragung habilitierte. Von 1975 bis 1978 war er Abteilungsleiter für Thermodynamik an der Universität Stuttgart. 1978 erhielt er einen Ruf als Leiter des  Fachgebiets Thermodynamik an der Universität Duisburg und war von 1989 bis 2000 gleichzeitig Wissenschaftlicher Direktor des Instituts für Energie- und Umwelttechnik e.V. in Duisburg-Rheinhausen. 2000 übernahm er die Leitung des Lehrstuhls für Technische Thermodynamik an der RWTH Aachen und wurde dort 2008 emeritiert. Von 2008 bis 2015 war er Vizepräsident der Berlin-Brandenburgischen Akademie der Wissenschaften, deren Mitglied er seit 1999 ist, und dort u. a. zuständig für die Entwicklung interdisziplinärer Forschungsprogramme sowie für die wissenschaftlichen Kontakte zur arabischen Welt. Lucas ist zudem Mitglied der Deutschen Akademie der Technikwissenschaften (Acatech). Seit dem 1. November 2016 ist er Fellow am Institute for Advanced Sustainability Studies in Potsdam und leitet dort ein interdisziplinäres Forschungsprogramm zur dynamischen Strukturbildung bei systemischen Risiken in den komplexen Systemen von Natur, Technik und Gesellschaft.

## Schriften
- Applied Statistical Thermodynamics, Springer-Verlag (1991)
- Molecular Models for Fluids, Cambridge University Press (2007)
- Thermodynamik-Die Grundzüge der Energie- und Stoffumwandlungen, 7. Aufl. Springer-Verlag (2008)
- (Mitherausgeber:) Evolution: Theorie, Formen und Konsequenzen eines Paradigmas in Natur, Technik und Kultur. Berlin: Akademie-Verlag 2011, ISBN 978-3-05-005192-5